# Kožuf
Kožuf (tudi Kožuv, makedonsko Кожуф, grško Τζένα, Ζώνα – Dzena, Tzena, Zona) je gorovje na jugu Severne Makedonije, manjši del pa sega v Grčijo. Njegov najvišji vrh je 2166 metrov visok Zelen Breg (Zelenbreg, Zelenbek).
Gorovje se razteza v smeri jugozahod-severovzhod na površini 893 km². Severozahodno od njega je Tikveška kotlina, vzhodno pa Gevgelijsko-valandovska kotlina. Njegovo najsevernejšo točko predstavlja sotočje reke Bošavice z Vardarjem pri Demir Kapiji. Na zahodu se prek vrha Pinovo nadaljuje v gorovje Nidže (Voras), na jugu v Grčiji pa v gorovje Pajak (Paiko). Je prva naravna pregrada, ki Makedonijo ograjuje od morskega vpliva Sredozemskega in Egejskega morja.
Geološko Kožuf gradijo v osnovi paleozojski skrilavci, nad njimi pa v višjih predelih ležijo triasni apnenci in vulkanske kamnine. Intenzivna vulkanska dejavnost v neogenu je ustvarila več vulkanskih stožcev in vrhov ter rudišča antimonove, arzenove, bakrove in svinčevo-cinkove rude. Na treh lokacijah so termalni vrelci z mineralno vodo: pri vasi Mrežičko, v predelih Topli Dol in Kisela Voda ter na območju Alšara pri Topleku.
Od leta 1945 do 1992 je bil Kožuf zaprto območje jugoslovanske vojske. Po letu 2000 je bilo postavljenih nekaj smučišč.

## Vrhovi
Kožuf ima osem dvatisočakov, in sicer:
- Zelen Breg (2166 m)
- Pinovo (2156 m) v Grčiji
- Dudica (2132 m)
- Porta (2112 m)
- Moreto ali K-92 (2.102 m)
- Dzena (2065 m) v Grčiji
- Markovo ezero (2035 m)
- Mala Rupa (2004 m)